# Иртюбяк (приток Белой)
Иртюбя́к (баш. Иртөбәк) — река в России, протекает в Кугарчинском районе Республики Башкортостан.

## География и гидрология
Устье реки находится в 923 км по левому берегу реки Белой. Длина реки Иртюбяк составляет 33 км.
На реке находится деревня Уракаево. Протекает по селениям Юмагузино, Семено-Петровское, Аралбай (до 2002 года — Аралбаево), Аралбаевский (упразднён в 2002 году.), Иртюбяк, Ибраево (здесь впадает река Акман).

## Данные водного реестра
По данным государственного водного реестра России относится к Камскому бассейновому округу, водохозяйственный участок реки — Белая от Юмагузинского гидроузла до города Салавата, без реки Нугуш (от истока до Нугушского гидроузла), речной подбассейн реки — Белая. Речной бассейн реки — Кама.
Код объекта в государственном водном реестре — 10010200412111100017643.